# Liste Aargauer Persönlichkeiten
Die Liste Aargauer Persönlichkeiten verzeichnet Persönlichkeiten des Schweizer Kantons Aargau. Dazu gehören im Kantonsgebiet Geborene wie auch Persönlichkeiten, die einen wichtigen Teil ihres Lebens im Kanton Aargau verbracht haben.

## A
- Johannes Aal (um 1500 – 1551), Komponist/Autor
- Carl Roman Abt (1850–1933), Eisenbahnpionier
- Werner Arber (* 1929), Biologe/Nobelpreisträger
- Lys Assia (1924–2018), Schlagersängerin

## B
- Pfuri Baldenweg (* 1946), Musiker
- Karl Ballmer (1891–1958), Maler und Schriftsteller
- Claudia Bandixen (* 1957), Kirchenratspräsidentin
- Julius Binder (* 1925), Politiker
- Maximilian Oskar Bircher-Benner (1867–1939), Arzt, Erfinder des Birchermüesli
- Urs Bitterli (1935–2021), Historiker
- Silvio Blatter (* 1946), Schriftsteller
- Robert Blum (1900–1994), Komponist
- Heinrich Bullinger (1504–1575), Theologe/Reformator
- Hermann Burger (1942–1989), Schriftsteller
- Erika Burkart (1922–2010), Schriftstellerin

## C
- Margrit Conrad (1918–2005), Konzertsängerin

## D
- DJ Bobo (* 1968), Popsänger
- Erich von Däniken (* 1935), Schriftsteller/Parawissenschaftler
- Martin R. Dean (* 1955), Schriftsteller
- Silvan Dillier (* 1990), Radrennfahrer
- Johann Rudolf Dolder (1753–1807), Politiker
- Euphemia Dorer (1667–1752), Ordensfrau und Pionierin der Mädchenbildung

## E
- Thomas Erastus (1524–1583), Theologe/Reformator

## F
- Sebastian Fahrländer (1768–1841), Politiker/Arzt
- Carl Feer-Herzog (1820–1880), Eisenbahnpionier
- Anna Felder (1937–2023), Schriftstellerin
- Johann Heinrich Fischer (1790–1861), Politiker
- Elisabeth Flühmann (1851–1929), Pädagogin und Frauenrechtlerin
- Friedrich Frey-Herosé (1801–1873), Politiker (Bundesrat)
- Abraham Emanuel Fröhlich (1796–1865), reformierter Theologe und Schriftsteller
- Friedrich Theodor Fröhlich (1803–1836), Komponist

## G
- Karl Grenacher (1907–1989), Musikdirektor Lehrerseminar Wettingen

## H
- Sophie Haemmerli-Marti (1868–1942), Mundartschriftstellerin
- Christian Haller (* 1943), Schriftsteller
- Hans von Hallwyl (1433/34–1504), Offizier/Kriegsheld
- Ernst Halter (* 1938), Schriftsteller, Publizist, Übersetzer
- Kurt Hediger (1932–2022), Kunstmaler
- Markus Hediger (* 1959), Schriftsteller und Übersetzer
- Marie Heim-Vögtlin (1845–1916), erste Schweizer Ärztin
- Gertrud Heinzelmann (1914–1999), Frauenrechtlerin
- Hans Herzog (1819–1894), General
- Albert Hofmann (1906–2008), Chemiker, Entdecker des LSD
- Andy Hug (1964–2000), Kampfsportler

## K
- Augustin Keller (1805–1883), Politiker
- Viktor Kortschnoi (1931–2016), Schach-Grossmeister russischer Herkunft
- Emma Kunz (1892–1963), Heilpraktikerin und Künstlerin

## L
- Heinrich Laufenberg (nach 1390–1460), Autor und Priester
- Ernst Laur (1871–1964), Agronom
- Urs Lehmann (* 1969), Skirennfahrer
- Doris Leuthard (* 1963), Politikerin/Bundesrätin
- Pepe Lienhard (* 1946), Populärmusiker
- Lorenz Lotmar (1945–1980), Schriftsteller

## M
- Robert Mächler (1909–1996), Schriftsteller/Journalist
- Isabell Mahrer (1917–2013), Juristin, Schauspielerin und Frauenrechtlerin
- Urs Meier (* 1959), Fussballschiedsrichter
- Klaus Merz (* 1945), Schriftsteller
- Michel Mettler (* 1966), Schriftsteller
- Johann Rudolf Meyer (1739–1813), Unternehmer/Politiker
- Sylvia Michel (1935–2025), Kirchenratspräsidentin
- Peter Mieg (1906–1990), Komponist und Kunstmaler
- Monica Morell (1953–2008), Schlagersängerin
- Philipp Müller (1952), Politiker
- Patrik Müller (* 1975), Journalist
- Ruth Müri (* 1970), Stadträtin und Grossrätin

## N
- Jürg Nänni (1942–2019), Physiker, Künstler und Lehrer

## R
- Maximilian Reimann (* 1942), Politiker
- Johann Rudolf Rudolf (1646–1718), Theologe
- Ernst Rodel (1901–1993), Journalist, Politiker
- Beny Rehmann (1936–2014), Trompeter und Bandleader
- Erwin Rehmann (1921–2020), Bildhauer

## S
- Lisbeth Sachs (1914–2002), bedeutende Architektin
- Jean Rudolf von Salis (1901–1996), Historiker
- Adrian Stern (* 1975), Musiker
- Seven (Jan Dettwyler, * 1978), Musiker
- Hans Schaffner (1908–2004), Politiker (Bundesrat)
- Margrit Schriber (* 1939), Schriftstellerin
- Ciriaco Sforza (* 1970), Fussballspieler
- Johannes Siegrist (* 1943), Medizinsoziologe
- Ulrich Siegrist (* 1945), Politiker
- Markus Somm (* 1965), Journalist
- Christian Speck (1937–2005), Politiker
- Philipp Albert Stapfer (1766–1840), Politiker/Theologe
- Claudia Storz (* 1948), Schriftstellerin
- Heiner Studer (* 1949), Politiker
- Lilian Studer (* 1977), Politikerin
- Doris Stump (* 1950), Politikerin
- August Süsstrunk (1915–1994), Geophysiker und Vizedirektor Lehrerseminar Wettingen

## T
- János Tamás (1936–1995), Komponist und Musiklehrer
- Niklaus Thut († 1386), Kriegsheld
- Ignaz Paul Vitalis Troxler (1780–1866), Politiker/Philosoph
- Charles Tschopp (1899–1982), Schriftsteller

## W
- Peach Weber (* 1952), Komiker
- Urs Wehrli (* 1969), Komiker/Künstler
- Werner Wehrli (1892–1944), Komponist
- Emil Welti (1825–1899), Politiker (Bundesrat)
- Werner Winter (1924–2001), Rauptierdompteur
- Niklas von Wyle (um 1410–1478), Humanist
- Anita Winter (* 17. August 1962), Gründerin und Präsidentin der Gamaraal Foundation

## Z
- Johann Georg Zimmermann (1728–1795), Arzt, Philosoph und Schriftsteller
- Pauline Zimmerli-Bäurlin (1829–1914), Unternehmerin und Erfinderin.